# Т-34
T-34 је био совјетски средњи тенк, често означаван као најбољи и најутицајнији тенк Другог светског рата, иако су каснији тенкови из тог периода имали бољи оклоп и наоружање. Први такав тенк произведен је 1940. у Харкову, а произвођен је до 1958. године. Тенк Т-34 је био основа совјетских оклопних снага током Другог светског рата, а касније је извожен у друге земље. Био је највише произвођен тенк у Другом светском рату и други свих времена након серије Т-54/Т-55. Публикација објављена 1996. је показала да се Т-34 још увек користио у 27 држава.
Т-34 је развијен из БТ серије брзих тенкова и дизајниран је да замени пешадијске тенкове БТ-5 и БТ-7. Када је ушао у серијску производњу 1940. по општим карактеристикама само је совјетски КВ-1 био бољи, али је Т-34 представљао идеално избалансирану комбинацију оклопне заштите, покретљивости и снажног наоружања. На овом тенку је примењен нови, револуционарни концепт оклопне заштите. Захваљујући оклопним плочама постављеним под углом, значајно је повећана ефикасност постојећег оклопа као и могућност рикошета гранате у случају поготка. Дизел-мотор је смањио могућност пожара у случају да тенк буде погођен, а широке гусенице омогућиле су му лако кретање по блату и снегу. У Т-34 је био уграђен топ дуге цеви калибра 76,2 mm који је без проблема могао да избаци из строја било који немачки тенк тог времена. Борбена ефикасност је у почетку патила због незадовољавајуће ергономије у одељку за посаду, недостатка радија и лоше тактичке употребе. Распоред са два човека на топу је захтевао да заповедник буде такође и нишанџија, што је било типично за већину совјетских тенкова из тог времена; ово се показало слабијим од немачког распореда са тројицом људи (заповедник, нишанџија и пунилац). У тренутку немачког напада на СССР било је произведено укупно 1.225 тенкова овог типа.
Дизајн и конструкција тенка су били константно унапређивани током рата да би се побољшала ефикасност и смањили трошкови, што је омогућило производњу већег броја тенкова. Почетком 1944. уведен је Т-34-85 са моћнијим топом од 85 mm који су опслуживала тројица. До краја рата, разноврсни и јефтини тенкови Т-34 су заменили многе лаке и тешке тенкове у служби и бројали су већину произведених совјетских тенкова у рату. Његов еволуциони развој је водио директно до Т-54/Т-55 серије тенкова, који су се производили до 1981. и који се још увек користе.

## Развој
Совјетски тенк Т-34 произведен је у фабрици локомотива Коминтерна у Харкову. На развоју овог тенка радио је млади руски инжењер Михаил Кошкин који је 1936. године пребачен у фабрику Коминтерна као главни пројектант. Ова фабрика је била задужена за константну модернизацију БТ тенкова (тзв. брзоходни тенкови који су могли да се крећу и без гусеница што им је омогућило да на путу развију велике брзине). Искуства из Шпанског грађанског рата су показала да су наоружање и оклоп руског тенка БТ недовољни да би могао успешно да се супротстави новим моделима тенкова чија је производња већ почела у неким европским земљама. Због тога је 1937. године фабрика добила задатак да пројектује нови средњи тенк, такође са могућношћу кретања и на гусеницама и на точковима као и БТ. Прототип, који је носио ознаку А-20, завршен је новембра исте године. Нови средњи тенк био је тежак 17,7 t и био је наоружан топом калибра 45 mm. Оклоп је био постављен под великим углом, што ће касније бити једна од главних карактеристика тенка Т-34. А-20 је био први у серији тзв. тенкова отпорних на гранате. Шасија је била иста као и код БТ модела, али са мањим изменама. Убрзо је произведен и модел А-30 који је био наоружан топом калибра 76,2 mm.
Кошкин је убрзо дошао до закључка да је инсистирање на могућности да руски тенкови могу да се крећу и без гусеница погрешно. Црвена армија је врло ретко користила могућност да БТ тенкове употребљава без гусеница, а овакав дизајн је додатно компликовао процес производње и наметао је одређена ограничења у погледу максималне тежине. Због тога је предложио конструисање новог тенка који ће се кретати искључиво на гусеницама. Нови модел носио је ознаку А-32 (касније Т-32). Главни војни комитет Совјетског Савеза дозволио је конструисање модела А-32, али није одустао од идеје коришћења тенка са могућношћу кретања и на точковима. Зато је затражено да се А-20 и А-32 упоредно тестирају. Оба прототипа произведена су 1939. године у Харкову и представљена су Управи за оклопне снаге. Управа је предложила да се на моделу Т-32 појачају оклопна заштита и главно наоружање. Нови модел на којем су извршене ове модификације добио је ознаку Т-34.
Због озбиљне међународне ситуације Главни војни комитет Совјетског Савеза је, након завршетка прототипа 19. децембра 1939. године прихватио увођење Т-34 као основног оклопног возила у наоружању совјетских снага. Пред крај јануара 1940. године произведен је први серијски Т-34. Током фебруара исте године два примерка овог тенка прошла су строга теренска испитивања под надзором самог Кошкина. Крајем јуна 1940. године завршена је израда производних нацрта и започела је серијска производња Т-34. С обзиром на то да се Кошкин у међувремену разболео, пројекат је преузео Александар Морозов.
Између 1940. и 1944. године произведено је скоро 36.000 комада Т-34. Од 1944. до 1945. године произведено је и 23.000 комада модела Т-34/85. После рата Т-34 није више масовно произвођен, али је до 1946. године произведено преко 2.000 комада. Производња Т-34 је поново покренута 1951. године у Пољској и Чехословачкој у којима је произведено 1.380 и 3.185 комада модела Т-34/85. Према неким проценама укупно је произведено 65.947 шасија овог тенка које нису употребљене за израду јуришних топова или било које друге варијанте оклопног возила. Многи од ових тенкова учествовали су у сукобима широм планете током Хладног рата.

## Оперативна историја

### Други светски рат
Т-34 је веома брзо постао симбол совјетског отпора немачком агресору. Немачки војници, који су обучавани да ниподаштавају Црвену армију и да совјетског војника сматрају припадником ниже расе били су веома изненађени појавом Т-34 који се по квалитету и ватреној моћи у великој мери разликовао од свих тенкова са којима су се до тада сусретали на европском ратишту. Т-34 је могао без проблема да се супротстави било ком немачком тенку који се тада налазио у наоружању немачке армије. Међутим, као и свако ново возило Т-34 је патио од одређених механичких недостатака. Није било неуобичајено да први Т-34 иду у напад носећи резервну кутију мењача са собом. Механички недостаци су убрзо отклоњени и Т-34 је постао један од најбољих тенкова у Другом светском рату.
Веома је важно напоменути да су Немци били врло непријатно изненађени појавом тенка Т-34. На њих су налетели убрзо по отпочињању операције „Барбароса“, 22. јуна 1941. године. Т-34 су убрзо сејали страву међу немачким војницима на попришту, јер је њихов чеони оклоп лако одбијао у страну пројектиле испаљене из немачких противоклопних и противавионских топова, сем калибра 88 mm.
Немци су, у почетку, успевали да онеспособе Т-34 само ако би он, покушавајући да заузме што бољи положај за паљбу, окренуо немачким противтенковским топовима своје бокове. Немци ће убрзо усавршити своје противтенковске топове и конструисати сопствене тенкове способне да се боре са тенковима Т-34, али су своју неприпремљеност на почетку кампање платили са много топова и друге технике и са много људских живота.
Током зиме 1941-42. године Т-34 је био у предности над немачким тенковима због своје способности да се креће кроз дубоки снег или блато захваљујући својим широким гусеницама и великим носећим точковима. Немачка пешадија, која је на почетку напада на СССР углавном била наоружана противтенковским топовима Пак 36 калибра 37 mm и ПаК 38 калибра 50 mm није имала оруђе којим би могла да се супротстави новом руском тенку. Упркос томе, низак ниво обуке совјетских тенковских посада и неискуство њихових команданата онемогућили су да Т-34 докаже свој квалитет на бојном пољу.
Акценат у производњи совјетских тенкова, а нарочито Т-34 био је стављен на попуну јединица које су претрпеле велике губитке током прве године немачког напада. Због тога је остало мало места за техничко усавршавање које би довело до смањења масовне производње. Средином 1943. године производња Т-34 премашила је 1.000 комада месечно што је било више од немачке месечне производње тенкова. Међутим, због лоше тактичке употребе руски тенковски губици су такође били много већи од немачких.
Суочени са добро наоружаним и оклопљеним совјетским тенковима Немци су почели да опремају своје јединице новим противтенковским топом ПаК 40 калибра 75 mm. Такође, средином 1943. године Немци су на бојишту почели да користе тенкове Панцер V Пантер и Панцер VI Тигар који су имали топове калибра 75 и 88 mm и који су били технички супериорнији у односу на Т-34 због чега су руски тенковски губици и даље били изузетно високи.
Током последње године рата совјетска тактичка употреба оклопних јединица се значајно поправила, али су губици у тенковима и даље били велики. Због тога је 1944. године у наоружање уведена нова верзија Т-34/85 која је била наоружана топом калибра 85 mm и са побољшаном оклопном заштитом и покретљивошћу. Нови Т-34/85 је и даље био инфериоран у односу на немачки тенк Пантер што је надокнађивао својом бројношћу. Ипак, користећи своје предности као и прилагођавајући се тренутној тактичкој ситуацији на бојишту Т-34/85 је био довољно добар да преокрене језичак на ваги у корист Совјетског Савеза.
На почетку Другог светског рата Т-34 је чинио једва 5% од укупног броја руских тенкова; до средине 1943. године удео тенка Т-34 у укупном броју руских тенкова је достигао 50-60% и наставио је да расте све до краја рата. До тренутка када је Т-34 постао најбројнији совјетски тенк Немци су већ развили нове тенкове (нпр. Пантер који је настао по угледу на Т-34) који су имали боље перформансе. Совјетски тешки тенкови ИС серије, коју су произвођени у другој половини рата, такође су имали боље карактеристике од Т-34.
У односу на тенкове западних сила у Другом светском рату Т-34 се најлакше могао упоредити са америчким Шерманом. Оба тенка су представљала значајан напредак у време када су конструисани. Оба тенка су прошла бројне модификације које су повећале њихову борбену способност. Оба тенка су била прилагођена масовној производњи и лако су се одржавала у теренским условима. Ни један није могао самостално да се супротстави најновијим немачким тенковима Пантер и Тигар. Тенк има многе улоге на ратишту. Једна од њих је да пружа подршку пешадији. Међутим, основна улога тенка је борба са непријатељским тенковима. Немачка производња тенкова је била ограничена на релативно мали број супериорних тенкова чија компликована конструкција је онемогућавала масовну производњу као што је била совјетска. Совјетска одлука да произведе велики број тенкова Т-34 уз постепено отклањање недостатака и побољшање конструкције показала се као исправнијом од немачке и у великој мери је допринела победи у Другом светском рату.

## „Тридесетчетворке“ у Југославији
Поред тога што се налазио у наоружању јединица Црвене армије, тенком Т-34 су биле наоружаване и оклопне формације савезничке Пољске, Југославије и Чехословачке. Њима су биле наоружана чехословачка 1. тенковска бригада у Совјетском Савезу и југословенска 2. тенковска бригада. Пољаци су у почетку имали један тенковски пук, али су до краја рата формирали тенковски корпус, две самосталне тенковске бригаде и бројне јединице за подршку оклопних јединица.
Југословенска 2. тенковска бригада формирана је на тлу Совјетског Савеза новембра 1944. године. Људство за формирање јединице потицало је од људства које је послато из Југославије ради обуке на тенковима и људства које се већ налазило на територији Совјетског Савеза, по различитим основама. Јединица је од Совјета добила 65 тенкова Т-34-85. У Југославију бива упућена у пролеће 1945. године. Њен ратни пут кроз Југославију водио је преко Сремског фронта, преко Загреба, до Трста 21. маја 1945. године, где је демонстрирала своју моћ. Након Трста одлази за Випаву, где је дочекује одлука о формирању 1. тенковске армије, за чије потребе су 1. и 2. тенковска бригада прерасле у 1. и 2. тенковску дивизију. Након додавања по једне моторизоване и артиљеријске бригаде, те приштапских и јединица подршке, новоформирана 2. тенковска дивизија добија наређење да одмаршује у Скопље. Према замисли војних руководиоца, требало је ојачати простор према Грчкој, у којој је владало варљиво примирје између легалне власти и комунистичког покрета. Фебруара 1946. године, након поновне ескалације кризе око Трста, 2. тенковска дивизија бива враћена на територију Словеније. У време доласка тадашње 2. тенковске бригаде у Југославију, једна чета је задржана у Београду. Та иста чета је марта 1946. године послужила као основа за формирање 5. тенковске бригаде. Техника за попуну бригаде дошла је из Совјетског Савеза током марта 1946. године (66 тенкова Т-34-85).
Поред Т-34-85, на територији Југославије су се налазиле и старије верзије тенкова, наоружане топовима калибра 76 мм. Наиме, ти тенкови су се налазили у наоружању немачких полицијских оклопних јединица, које су биле попуњаване техником заробљеним у току борбених дејстава на територији Чехословачке, Пољске, Француске... Тако је 5. оклопна чета, наоружана и тенковима Т-34, крај рата дочекала у Словенији.
На крају четрдесетих година, бројно стање совјетских тенкова Т-34 у наоружању југословенских јединица износило је 425 тенкова. Следећа набавка ових тенкова биће реализована тек 1966. године. Остало је забележено да је 308 тенкова Т-34, испоручених у другој половини 1947. године, било слабијег квалитета (нису били нови тенкови већ ремонтовани, неисправности акумулатора, испоручени топови 76 мм као резервно наоружање, пукао блок мотора...).
За одржавање совјетских тенкова у наоружању ЈА била је задужена централна тенковска радионица у Младеновцу. Поред поправки, ова радионица је производила и резервне делове. У истој радионици је израђен и први југословенски тенк А-1. „Возило А“ није имало неку велику важност са становишта употребе у евентуалним борбеним дејствима, али је путем његове израде освојена производња одређене количине резервних делова за Т-34. Машински биро је основан у Београду августа 1950. године, са задатком освајања производње мотора и мењача за Т-34. Задаци су касније проширени и задатком производње тенкова у Војковићима (каснији Фамос). 1956. године се одустаје од пројекта развоја домаћег тенка тако да долази до гашења машинског бироа.
Пријем западне војне технике, међу њима и тенкова, 1952. године – условио је повлачење тенкова Т-34 из наоружања. Тенкови Т-34 се замењују америчким М4А3 и М47 прво у јединицама стационираним у западном делу Југославије, док јединице у централном и источном делу земље остају и даље наоружане совјетском техником. Од на тај начин насталог вишка тенкова Т-34, обезбеђени су тенкови за формирање још три ратне јединице.
Током 1966. године, и поред набавке модернијих совјетских тенкова, Југославија доноси одлуку да купи понуђену модернизовану верзију тенка Т-34. Планирано је да се са купљених 600 комада замене већ застарели амерички тенкови М4А3. Југославија је поред набавке тенкова, желела да набави и одговарајућу количину резервних делова, јер је то сматрала јефтинијим начином до доласка до резервних делова. После дугих преговора, набављено је 600 тенкова, који су испоручени у серијама од по 200 комада, и то 1966, 1967. и 1968. године. након набавке ових тенкова, одустало се од идеје модификовања постојећих – немодернизованих тенкова. Током 1967. године, због лошег стања старих Т-34, заузет је став да се и они доведу на ниво Т-34Б. Планирана модернизације је започета у другој половини 1969. године. За модернизацију је био задужен ТРЗ Чачак. Овај процес није доведен до краја због избијања рата у Југославији 1991. године.
На дан 14. априла 1972. ЈНА је имала 1018 тенкова Т-34 и Т-34Б , што је представљало 44% од укупног броја тенкова у наоружању ЈНА.
Тенкови Т-34 су коришћени у борбеним дејствима на тлу Југославије, да би након Дејтонског споразума били повучени из наоружања.

### Хладни рат
После Другог светског рата Т-35/85 је коришћен у рату у Кореји - претходницу инвазије Севернокорејских снага на Јужну Кореју 1950. године чинили су пукови ових тенкова. На Јужнокорејској страни супротставили су им се амерички тенкови М4 Шерман и М26 Першинг који су се налазили у саставу снага УН. Т-34 је такође коришћен у сукобима на Блиском истоку, Вијетнаму и у ратовима у бившој Југославији. Хрватска војска је наследила 25-30 Т-34 од бивше ЈНА, али су они повучени из употребе. Такође је учествовао и у гушењу устанка у Мађарској 1956. године, а неколико комада налазило се и у наоружању зараћених страна у Авганистану.

## Борбена ефикасност
Борбена ефикасност совјетског тенка Т-34 на почетку рата може се оценити на основу његових „чврстих“ и „меких“ карактеристика, с тим да се под „чврстим“ карактеристикама подразумевају оклоп, ватрена моћ и покретљивост, док се под „меким“ карактеристикама подразумевају ергономске особине као што су једноставност употребе, прегледност из тенка, распоред посаде и др. Т-34 је имао изванредне „чврсте“ карактеристике, док су „меке“ карактеристике биле лоше.
„Велика тројка“ тј. најважније три карактеристике конструкције тенкова су одувек били оклоп, ватрена моћ и покретљивост. Т-34 је имао изванредан баланс између ова три чиниоца. Модел произведен почетком 1941. године имао је дебео, закошен оклоп који је на средњим растојањима могао да издржи погодак било ког стандардног немачког противтенковског оруђа. Т-34 је могао бити уништен само дејством немачког противавионског топа калибра 88 mm или дејством противтенковског топа калибра 50 mm и краткоцевног топа од 75 mm са малих растојања. Највећи број немачких тенкова током 1941. године није био наоружан топом калибра 75 mm; стандардно наоружање немачких тенкова у то време био је топ калибра 37 mm. Од средине 1942. године Т-34 је постао рањив на побољшана немачка противтенковска оруђа и тако је остало до краја рата, али је његова оклопна заштита била равноправна ако не и боља од оклопне заштите америчког тенка М-4 Шерман и немачког тенка Панцер IV.
По питању ватрене моћи, Т-34 је почетком 1941. године био супериоран у односу на све немачке тенкове. Његов топ калибра 76 mm могао је без проблема да пробије оклоп било ког немачког тенка. Овај топ је поред противоклопне користио и високо-експлозивне гранате којима је дејствовао против меких циљева и непријатељске пешадије. Са увођењем нових немачких тенкова типа Пантер и Тигар у наоружање почетком 1943. године Т-34 је изгубио предност у ватреној моћи коју је до тада уживао. Због тога су совјетски конструктори модификовали куполу тенка и у њу уградили топ калибра 85 mm. Ова модификација није га учинила бољим од нових немачких тенкова, али је граната испаљивана из овог топа могла под одређеним условима и са одређених растојања да пробије оклоп тенкова Пантер и Тигар.
Покретљивост је била велика предност Т-34. Широке гусенице, одлично вешање типа „кристи“ и снажан мотор учинили су га једним од најпокретљивијих и најбржих средњих тенкова у Другом светском рату. Широке гусенице омогућавале су му да се релативно лако креће по блату и дубоком снегу, а широки самоносећи точкови „кристи“ суспензије могли су без проблема да издрже вожњу изван пута и пружали су додатну бочну заштиту.
Одлични чврсти фактори учинили су да Т-34 постави стандарде које ће током Другог светског рата нерадо усвојити чак и немачки конструктори.
Међутим, неки фактори код Т-34 су били изузетно лоши, упркос неким побољшањима током рата. Све верзије овог тенка наоружане топом од 76 mm имале су скучену куполу са два члана посаде. Командир је имао лошу прегледност изван куполе: због поклопца на куполи, који се отварао унапред, био је принуђен да ситуацију на бојном пољу прати кроз један визир и један покретни перископ. Поред командовања тенком, морао је да рукује и главним наоружањем за разлику од немачких, британских и америчких тенкова који су углавном имали куполе са три члана посаде, командиром, тобџијом и послужиоцем (пуниоцем). Командир који је имао још два члана посаде у куполи могао је у потпуности да се посвети свом задатку. Овај недостатак исправљен је у моделу Т-34/85 који је имао куполу са три члана посаде.
Прегледност са позиције возача је такође била лоша. Поједини возачи су чак пријавили да им је оптика била толико лоша да су током битке увек држали поклопац на предњој плочи мало одшкринут како би видели терен испред себе. Овај недостатак је представљао велико тактичко ограничење употребе Т-34 зато што возачи нису могли да користе конфигурацију терена у своју корист. Пунилац је такође имао веома тежак посао зато што купола није имала корпу (под куполе који се окреће заједно са њом и у којој су смештени чланови посаде). Сличан проблем постојао је и код неких савезничких тенкова као што је М3 Стјуарт. Под тенка био је покривен сандуцима са гранатама. У тенку је постојало 9 граната спремних за употребу, смештених у бочним носачима борбеног одељења. Након што би ових 9 граната било потрошено, послужилац је морао да вади гранате из сандука на поду што је знатно успоравало брзину паљбе.
Додатни фактори који су умањили почетни утицај Т-34 на бојном бољу били су лоше стање у руководству армије, неразвијена тактика употребе тенковских јединица и лош систем обуке, што је све била последица Стаљинових чистки у Црвеној армији током 1930-их година. Многе тенковске посаде ишле су у борбу само уз основну војничку обуку и 72 сата проведена у учионици. Ови проблеми додатно су повећани лошим ергономским особинама тенка као и недостатком радија без којег се није могла замислити координација напада тенковских јединица. Немачки тенкисти веома брзо су схватили да совјетски тенковски напади долазе у крутим формацијама и без искоришћавања предности терена. До 1943-44. године ови недостаци су у великој мери отклоњени.

## Корисници
Следеће земље су користиле T-34. До 1996, у употреби је био у земљама означеним звездицом (*).
Европа и Америка
- Албанија*
- Аустрија
- Босна и Херцеговина*
- Бугарска*
- Хрватска* – Кориштен током Југословенских ратова.
- НДХ – Заробљени
- Кипар – 1974 током Турске инвазије на Кипар.
- Чехословачка
- Црна Гора
- Куба*
- Финска – Заробљени
- Источна Немачка
- Грчка
- Мађарска
- Краљевина Италија – Заробљени[5]
- Трећи рајх – Заробљени
- Пољска
- Република Српска
- Република Српска Крајина
- Румунија
- Руска ослободилачка армија – Заробљени[6]
- Словенија
- СССР
- СФРЈ

Блиски исток и Азија
- Авганистан*
- Камбоџа*
- Индонезија
- Ирак
- Иран
- Лаос*
- Либан
- Монголија
- Северна Кореја* – У резерви и за обуку.
- Палестина – 12 користи ПЛО у Либану
- Пакистан
- Кина
- Сирија
- Вијетнам*
- Јужни Јемен
- Северни Јемен

Африка
- Алжир
- Ангола*
- Република Конго*
- Египат
- Екваторијална Гвинеја*
- Етиопија*
- Гвинеја*
- Гвинеја Бисао*
- Либија
- Мали*
- Мозамбик*
- Намибија*
- Сахарска Арапска Демократска Република
- Сомалиленд*
- Somalia*
- Судан*
- Того*
- Зимбабве*

Од 2012. године, T-34 је углавном у резерви. У неким земљама трећег света се и даље користи као главни борбени тенк.
Црвено = Бивши корисници

Црно = Садашњи корисници

Розе = Није сигурно користили се још увек